# Литовский бульвар
Лито́вский бульвар (название с 11 октября 1978 года) — улица в Юго-Западном административном округе города Москвы на территории района Ясенево. Назван в честь содружества строителей и архитекторов района Ясенево с литовскими архитекторами. Бывшие проектируемые проезды № 5407 и № 5414.

## Расположение и примыкающие улицы

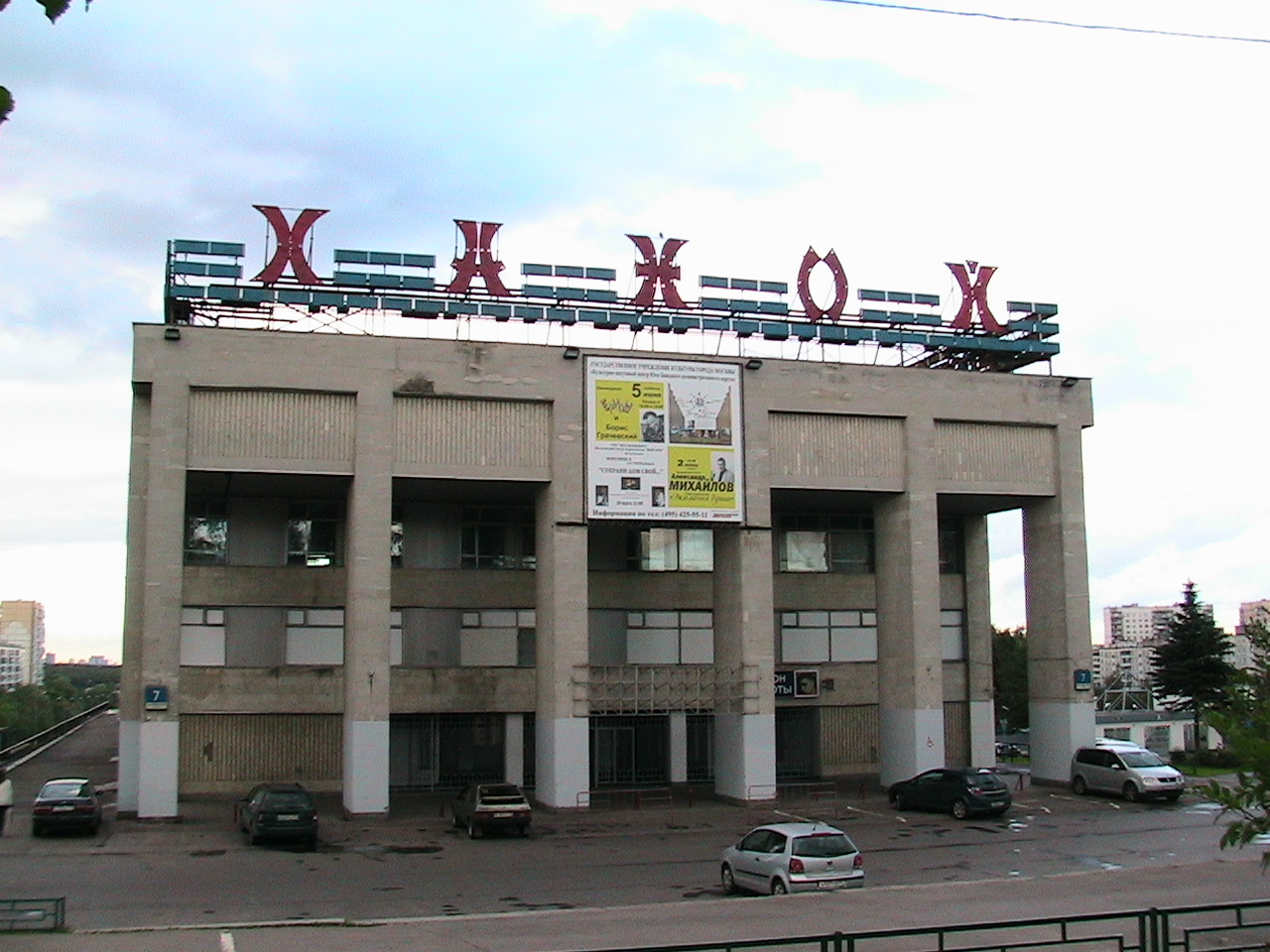
Бывший кинотеатр «Ханой» (Литовский бульвар, дом 7)

Начинается от Новоясеневского проспекта и, делая дугу, заканчивается на нём же. По другую сторону Новоясеневского проспекта начало бульвара переходит в начало Вильнюсской улицы, конец бульвара — в начало улицы Паустовского. От середины бульвара, от площади Ле Зуана, внутрь дуги в сторону ближайшей станции метро «Ясенево», расположенной на Новоясеневском проспекте, идут параллельно друг другу улицы Тарусская и Ясногорская, между ними торговый дом «Ясенево» (дом 22 по Литовскому бульвару). В другую сторону от площади идёт улица Айвазовского. Также с внешней стороны дуги ближе к концу бульвара примыкает улица Рокотова. В начале бульвара к нему с внешней стороны примыкает парк Битцевский лес.
Длина — 2,4 км.

## Примечательные дома
- 1а — Центральная (Клиническая) больница Российской академии наук.
- 3а — Гостиница «Узкое» на 156 мест (место проведения чемпионата мира 2001 года по международным шашкам среди мужчин)
- 3, корпус 3 — школа № 1206 с углублённым изучением иностранного языка, первая школа на Литовском бульваре (открыта 1 сентября 1980 года)
- 6, корпус 1 — общежитие МГУ им. Ломоносова «Дом студента Ясенево»
- 7 — Культурный центр «Вдохновение» (здание бывшего кинотеатра «Ханой»)
- 22 — Торговый дом «Ясенево» (супермаркет «Перекрёсток», «Спортмастер»)

## Транспорт
Недалеко от Литовского бульвара расположена станция метро «Ясенево».

По бульвару проходят маршруты автобусов:
- по всему бульвару от Вильнюсской улицы до улицы Паустовского — 262;
- от Вильнюсской улицы до улицы Рокотова — 639;
- от Вильнюсской улицы до Тарусской улицы — 769 (только в указанном направлении);
- от улицы Айвазовского до улицы Паустовского — 648;
- от улицы Рокотова до улицы Паустовского, обратно от улицы Паустовского до улицы Айвазовского — 264;
- от улицы Рокотова до улицы Паустовского — 642, с14;
- через бульвар в районе тд «Ясенево» пересекают — 261, с14, с977, т85.